# Római katolikus templom (Maroslele)

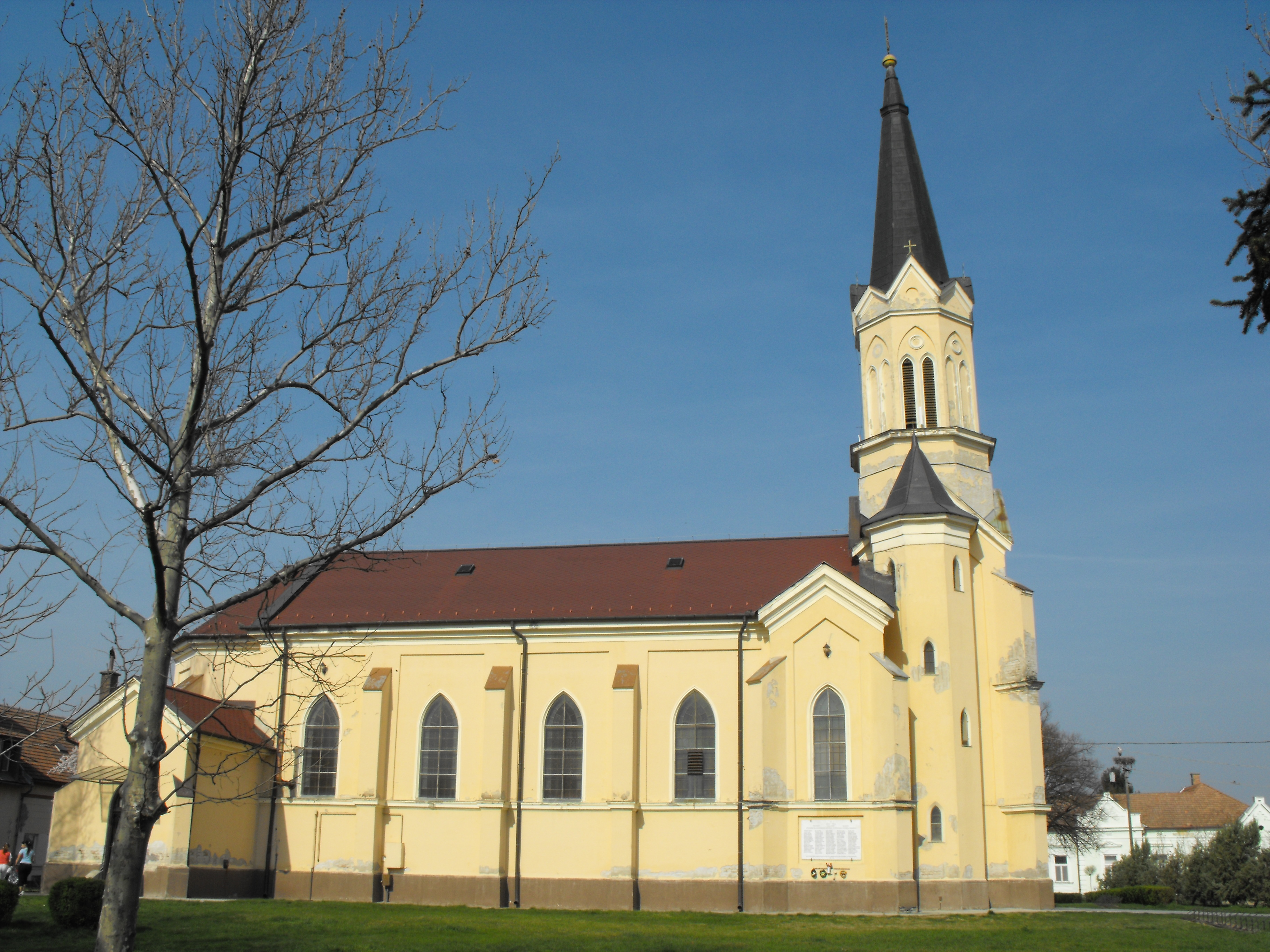
A templom oldalnézetből

A maroslelei római katolikus templom 1901-ben épült neogót stílusban Papp József tervei alapján, a Püspök téren található.
Dessewffy Sándor csanádi püspök szívén viselte a község (akkori nevén Lele) sorsát, és több középület után a püspökség vagyonából megépíttette a templomot is. 1899. május 16-án adta be a templom terveit Papp József makói építési vállalkozó. Az alapkő-letétel 1900 tavaszán történt Henny Sebestyén makói prépost-plébános által; a fölszentelésre 1901. szeptember 12-én került sor.
A templom egyhajós, főbejárata fölött magasodik a nyolcszögű hasáb alaprajzú torony, a toronysisak nyolcszögű gúla alakú.  A főbejáratnál kétoszlopos kapuépítmény, fölötte a kórus három csúcsíves ablak található. A fény a templom két oldalán öt-öt, nagyméretű csúcsíves ablakon keresztül jut az épületbe, alsó élénél oldalpárkány fut végig, az ablakok közeit támpillérek tagolják. A tető viszonylag lapos, eredetileg zsindellyel fedett.
A templombelső falai hófehérek, az 1920-as években Hrusztek Andor plébános festette ki. A szentélyboltozat bordáit színes csíkokkal, a boltozatokat kék alapon arany csillagokkal, a templomhajóban a boltozatot és a bordákat virágos motívumokkal díszítették. A neogót stílusú főoltárt fából faragták, festéssel és aranyozással díszítették. Rajta három faszobor áll, amelyek Szűz Máriát, Illés prófétát, és az államalapító István királyt ábrázolják. A főoltáron kívül a templom belsejében még két másik (Jézus Szíve- és lourdesi Szűz Anya-) oltár, valamint két faszobor (Szent János és Szűz Mária) található. Az orgonát a Wegenstein Lipót és Fiai Orgonagyár készítette, a három harang közül a legnagyobbat az első világháborúban beolvasztották, pótlására 1991. június 23-án került sor.
1930-ban készültek el a freskók, amelyek a szentély püspöki trónus és sekrestye felőli oldalát díszítik. Az egyik Szent Imre herceget, Szent Gellért püspököt, valamint Szűz Máriát, ábrázolja, a másikon Szent Péter jelenik meg. 1938-ban palára cserélték a zsindelytetőt. 1970-ben készült el a szentély két színes üvegablaka, Perlaki József üvegfestő munkája. Rajtuk Szűz Mária és Szent István király jelenik meg. Az 1980-as években készült el a torony vörösréz borítása; ugyanekkor kicserélték a teljes faszerkezetet is. Vörösréz csatornákat telepítettek, bevezették az olaj-, majd gázfűtét, kijavították a belső és külső vakolatot. Külseje teljes, belseje részleges újrafestést kapott.
1986. június 15-én helyezték el a templom külső  falán a második világháborúban elesettek emléktábláját. A templom körüli teret az 1990-es években rendezte az önkormányzat.

## Külső hivatkozások
- A plébánia a Szeged-Csanádi Egyházmegye honlapján Archiválva 2008. augusztus 4-i dátummal a Wayback Machine-ben
- A templom a Nagyvőfély.hu oldalon